# Kubińcowa Baszta
Kubińcowa Baszta – skała w Pierunkowym Dole, w miejscowości Nielepice, w województwie małopolskim, w powiecie krakowskim, w gminie Zabierzów. Pod względem geograficznym znajduje się na Garbie Tenczyńskim (część Wyżyny Krakowsko-Częstochowskiej) w obrębie Tenczyńskiego Parku Krajobrazowego.
Kubińcowa Baszta to jedna z kilkunastu Kubińcowych Skał znajdujących się w lesie na grzbiecie w orograficznie prawych zboczach Pierunkowego Dołu (u wylotu ulicy Klonowej). Na trzech z nich uprawiana jest wspinaczka skalna (pozostałe to Kubińcowa Skała i Kubińcowa Igła). Zbudowane są z wapieni skalistych. Kubińcowa Baszta ma wysokość do 18 m, ściany połogie, pionowe lub przewieszone z kominem, zacięciem i filarem. Górne części Kubińcowej Baszty i Kubińcowej Skały przylegają do siebie, dołem tworząc wysoką szczelinę o szerokości umożliwiającej przejście człowieka. Tworzenie dróg wspinaczkowych nie jest jeszcze ukończone. Do 2020 r. wspinacze na Kubińcowej Baszcie poprowadzili 1o dróg wspinaczkowych o trudności od III+ do VI.4+ w skali krakowskiej i długości do 20 m. Jest też 6 projektów. Wszystkie drogi mają zamontowane stałe punkty asekuracyjne: ringi (r) i stanowiska zjazdowe (st) – dla niektórych dróg są tylko stanowiska zjazdowe. Drogi mają wystawę północno-zachodnią, północną, wschodnią i południowo-wschodnią.

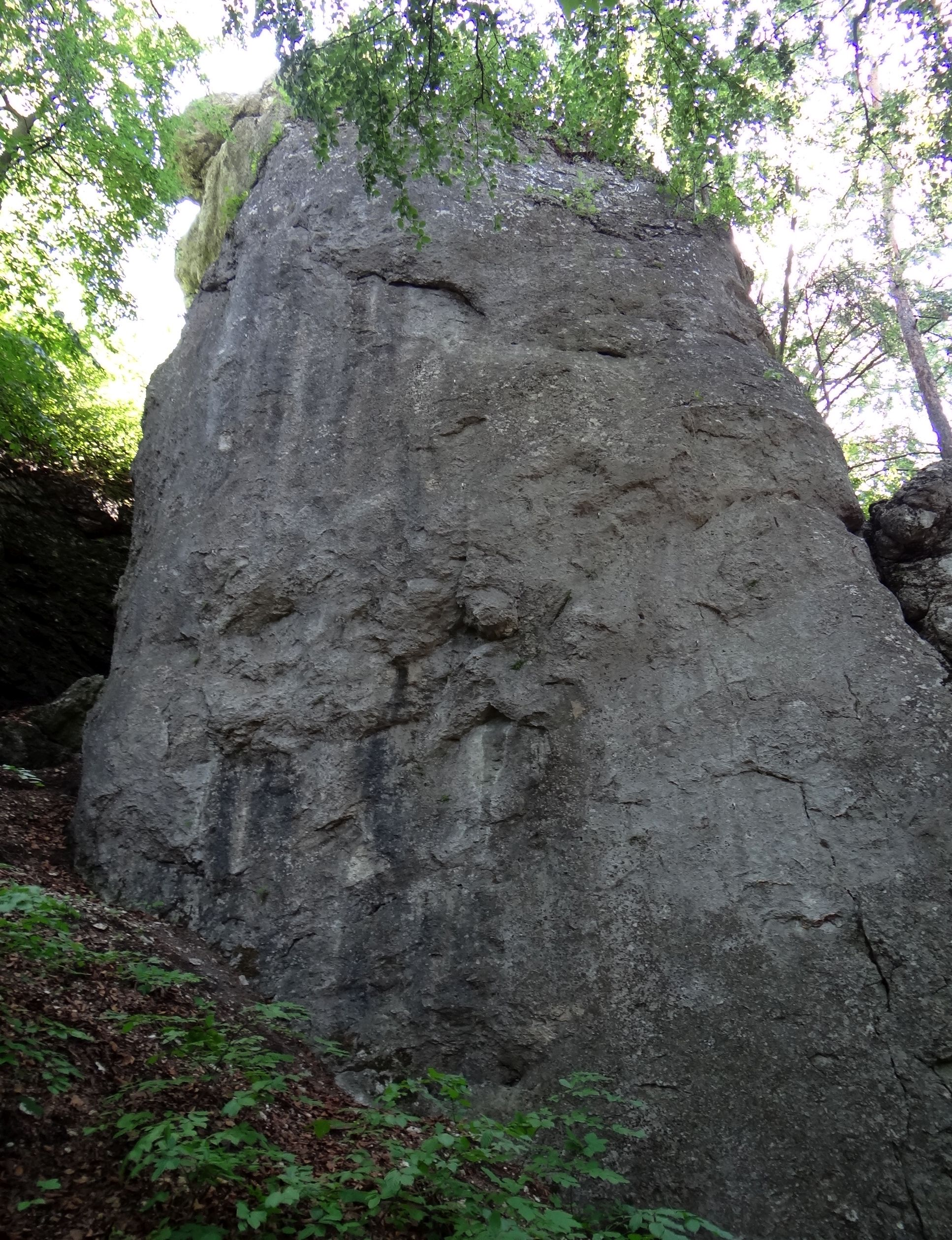
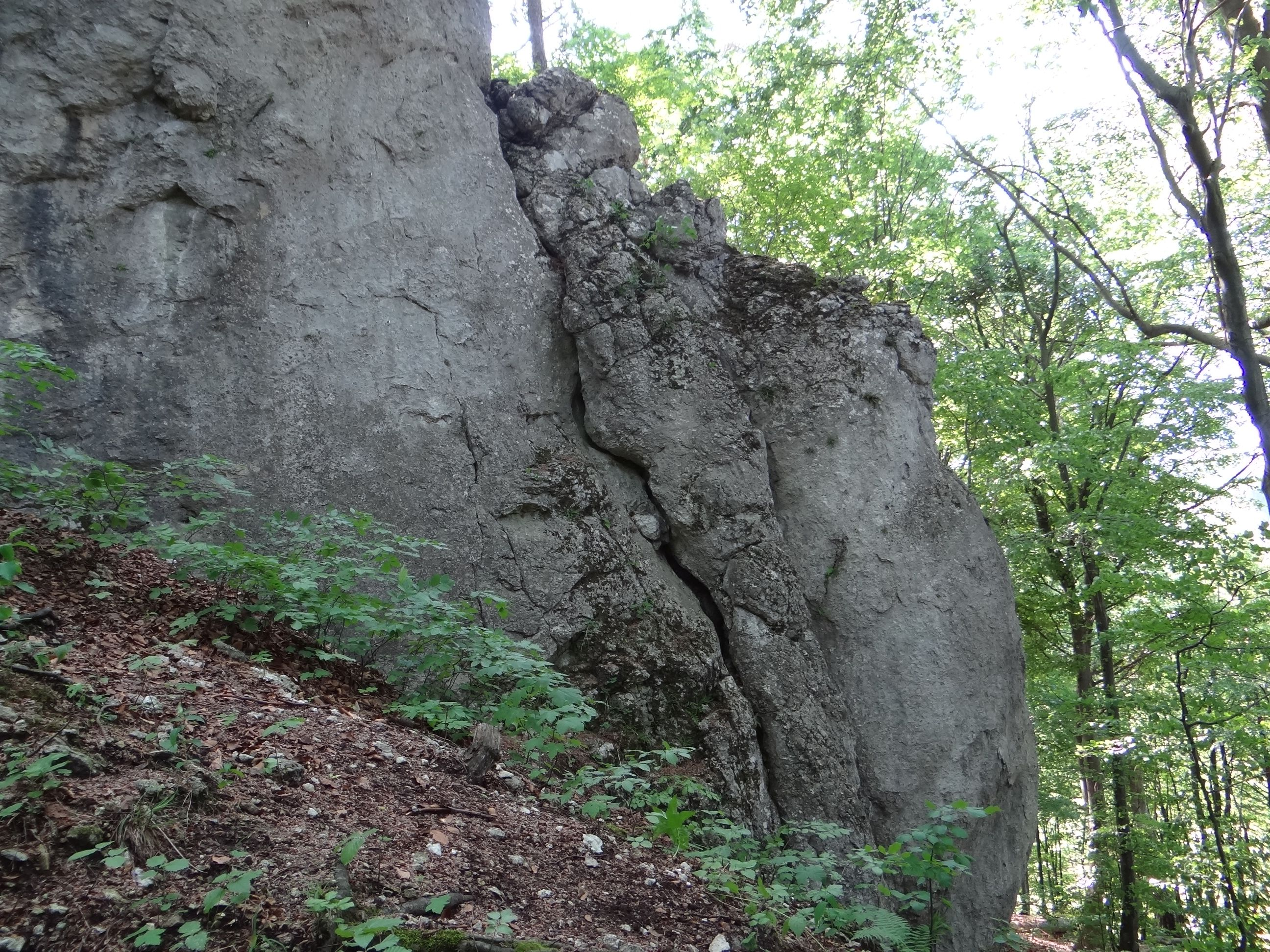
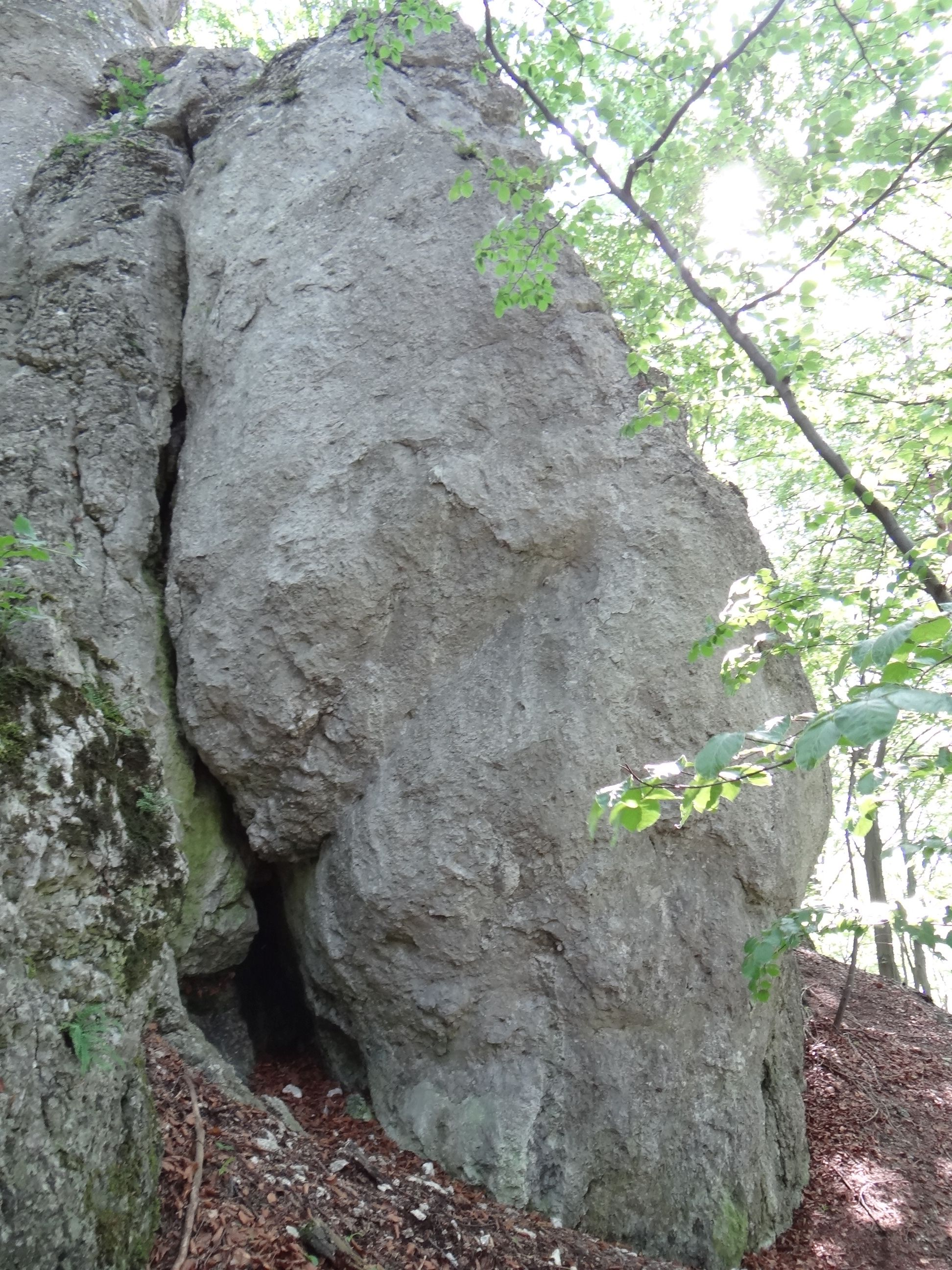
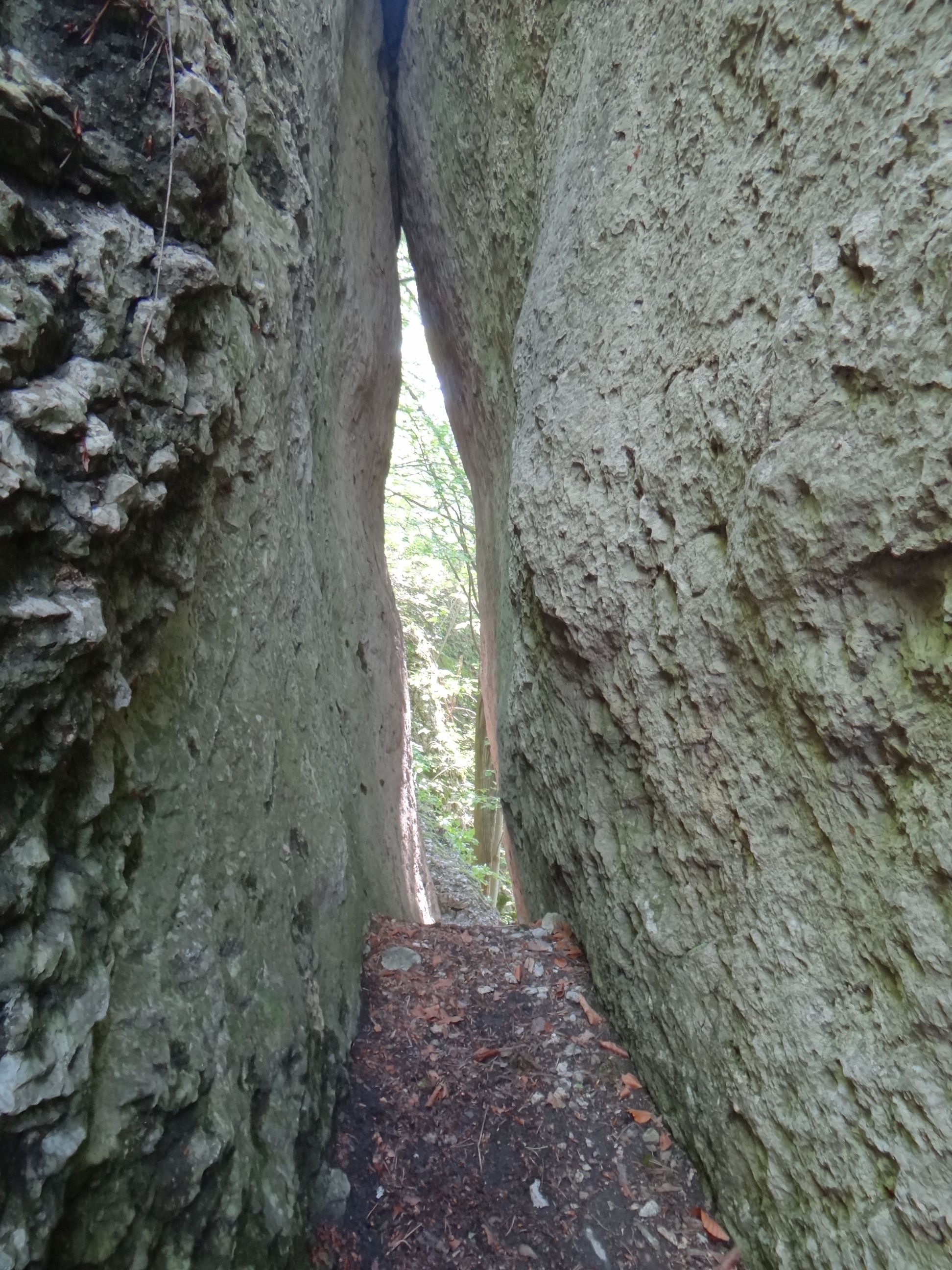

## Drogi wspinaczkowe
1. Projekt; 6r + st, 16 m
2. Projekt; 6r + st, 20 m
3. Nielepicki pikuś; 7r + st, VI.4/4+, 16 m
4. Czekając na barbarzyńców; 6r + st, 18 m
5. Lewa partanina; 6r + st, VI+, 18 m
6. Exodus; 6r + st, VI.3, 18 m
7. Prostowanie partaniny; 5r + st, VI.1+/2, 18 m
8. Partanina haniebna; 6r + st, VI-, 18 m
9. Projekt; 6r + st, 18 m
10. Projekt; 4r + st, 11 m
11. Projekt; 4r + st, 11 m
12. Jungla; st, III+, 10 m
13. Lewicowa rysa; st, III+, 8 m
14. Prawicowa rysa; st, III+, 8 m
15. Pytanie do stylistów; 6r + st, VI.1, 18 m
16. Mc lamer; 4r + st, VI+, 11 m[3].